# 南海8000系電車 (2代)
南海8000系電車（なんかい8000けいでんしゃ）は、2007年（平成19年）に登場した南海電気鉄道の一般車両（通勤形電車）の一系列である。
本項では、難波方先頭車の車両番号+F（Formation=編成の略）を編成名として表記する。

## 概要
当時老朽化が進んでいた南海本線の7000系を置き換える目的で、2007年（平成19年）より製造が開始された。機器類や客室設備の仕様は1000系（2代）をベースにしているが、車体を中心に他社採用の標準品・標準工法を適用することで、バリアフリー推進とコスト削減を同時に目指した設計となった。登場時のキャッチコピーは「やさしいがうれしい」である。
4両編成×13本の計52両が、7年にわたって製造された。2015年（平成27年）度以降の車両増備は、次世代の8300系に移行している。

## 車両概説

### 車体
車体は東急車輛製造（現在の鉄道車両製造事業は総合車両製作所）標準の20 m級片側4扉の軽量ステンレス構造で、側面と屋根の両部材を雨樋部分でスポット溶接する設計が採用された。断面は裾絞りに加えて雨樋が張り出しているため、腰板上部から雨樋にかけて車体内側に1.3 °傾斜している。外板はFRP製の前頭部を除いて基本的に無塗装で、側面吹寄せ部のみダルフィニッシュ仕上げとしている。アクセントとして配されるブルー■とオレンジ■の帯はフィルム張りでなく塗装となった。なお、内部構体も標準車体に準拠しているが、構体材を追加して堅牢性を向上させている。
前面は従来車を踏襲した貫通構造であるが、1000系の半流線形の前頭部をやめ、角にやや丸みを持たせたシンプルな三面構造となった。前照灯は2300系と同様に貫通扉上部へと配置し、標識灯は従来位置に単独で装備している。運転台は1000系より120 mm位置が高くなり、貫通扉の窓は夏季の乗務員室の冷房効果向上と省コストを図るため大幅に縮小、縦方向に細長い形状とされた。なお、3次車からは貫通扉窓が左右方向にひと回り拡大されたほか、2016年（平成28年）以降には前照灯がシールドビームからLEDに交換されている。
車体長も南海の在来車と同一であるが、側引戸の中心間隔は標準仕様ガイドラインに適合した4,820 mmへと変更されている。窓配置はdD2D2D2D1（d：乗務員室扉、D：側引戸）または1D2D2D2D1で、扉間の2連窓は客室内の左側のみ下降窓としている。車端部の窓は1000系に比べ横幅が狭くなったが、代わりに妻窓が復活している。窓ガラスには新たに紫外線（UV）カットガラスが採用されたが、カーテンは従来通り存置されている。床面高さは、台車構造の改良により1000系の1,170 mmから1,150 mmに低減、ホームとの段差を縮小することでバリアフリー化を図っている。
前面および側面の列車種別・行先表示器には、南海では初めてフルカラーLED・白色LEDが採用された。側面表示器は横長のもので、日本語と英語を3秒サイクルで交互表示する。
4次車からは、先頭車両同士の連結部での転落防止措置として、モハ8101形の先頭部に転落防止放送装置を設置している。開扉時に連結部であることを放送し注意喚起を行う。

### 客室
座席は車端部も含めて全て片持ち式のロングシートで、南海では2000系1 - 4次車以来のオールロングシートとなった。座席本体には車体メーカー標準品のバケットシートを採用し、端部の袖仕切りとして大型FRP板を設置している。1人あたりの座席幅は1000系の455 mmから460 mmへと拡大し、7人掛け座席の中間部には新たにユニバーサルデザイン化された弓形のスタンションポールを2本設置することで、2人 - 3人 - 2人に3区分化している。座席モケットは従来のグレーをやめて茶色系に、優先座席は青色系に変更することで、識別強化によるバリアフリーを推進している。クッション材は環境・リサイクル性を考慮したポリエステル綿で、座面にはSバネを使用している。荷棚は1000系6次車の金網式からパイプ式に変更している。
天井中央部の素材はFRP製となっている。ラインデリア整風板は1000系のような車体全長への設置ではなく、要所要所への設置に改められている。車内照明は当初蛍光灯であったが、5次車からはLED照明が採用されている。なお2016年（平成28年）10月以降、蛍光灯の編成についてもLED照明に更新された。吊手は優先座席付近を黄色とすることで、座席本体同様に識別化を図っている。
側引戸の内張りは化粧板を廃止し、2300系に倣ってステンレス無塗装仕上げとなった。ただしバリアフリー対応として、戸当たり部に黄色のマーキングテープが高さいっぱいに貼り付けられ、床面部にも黄色に着色された滑り止めが新たに整備された。ドアチャイム、開扉誘導鈴、扉開閉警告表示灯は2300系に引き続き装備されている。車内案内表示器はLED1段スクロール式で、1両あたり4基が東西に千鳥配置されている。車両間の貫通扉は表面をステンレス無塗装仕上げとした傾斜戸閉機構付きの引き戸で、通行のしやすさを考慮し貫通路幅を拡張している点も2300系と同様である（ただし幅は775 mm）。
空調装置は冷凍能力20,000 kcal/hのセミ集中式 CU-732形 を各車2基搭載する。2300系と同一品で、冷媒には代替フロンを使用している。暖房は座席下に吊り下げ式の電気ヒーターと、補助機能として空調装置による急速暖房機能を備える。
このほか、情報案内サービスとして4カ国語対応の自動放送装置が設置されている。なお当初は準備工事で、併結相手が自動放送装置を搭載している場合を除き、情報案内は車掌の肉声で行っていたが、2016年（平成28年）12月頃からインバウンド需要の増加に対応し全面的に使用が開始された。

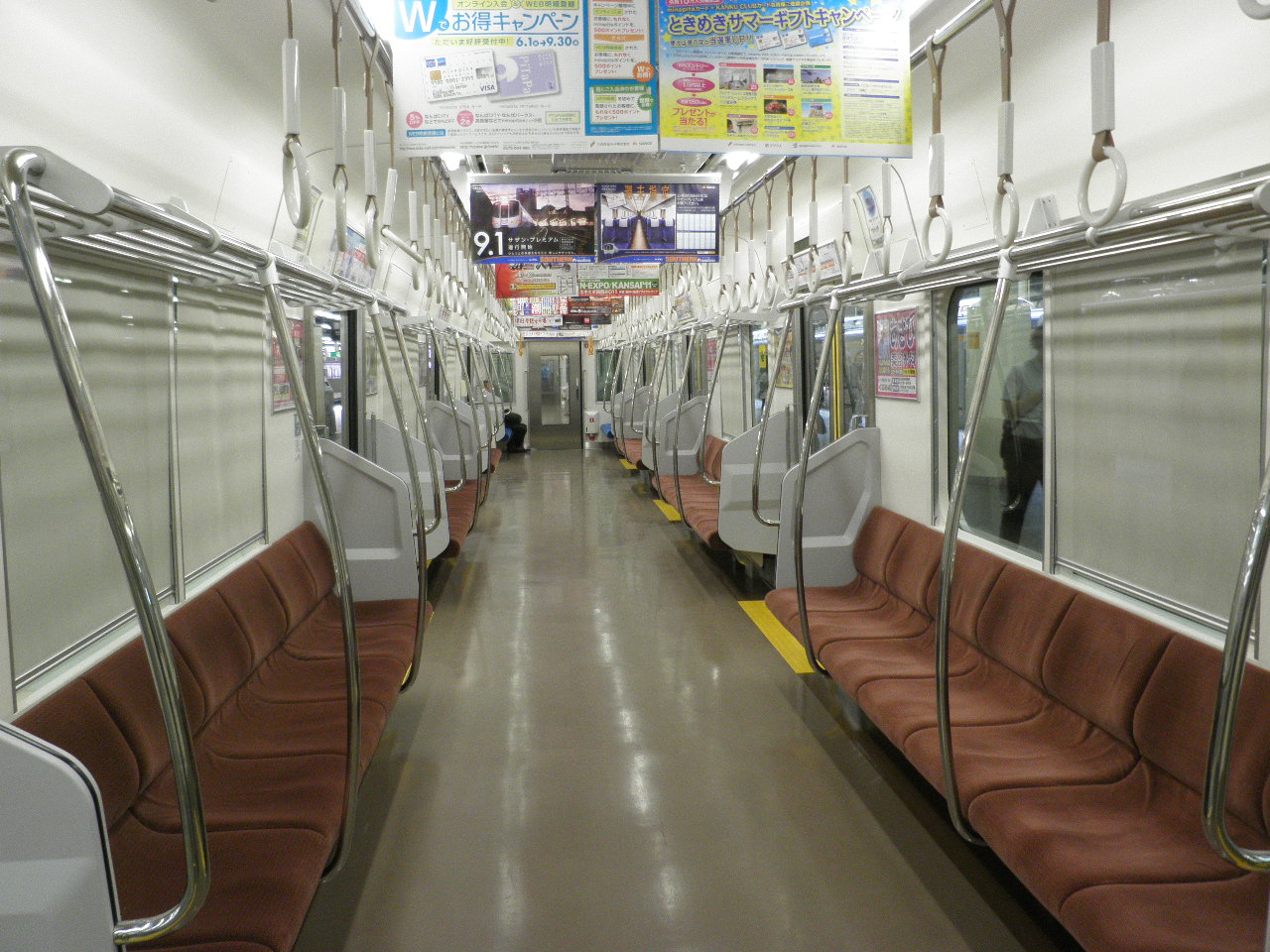
車内
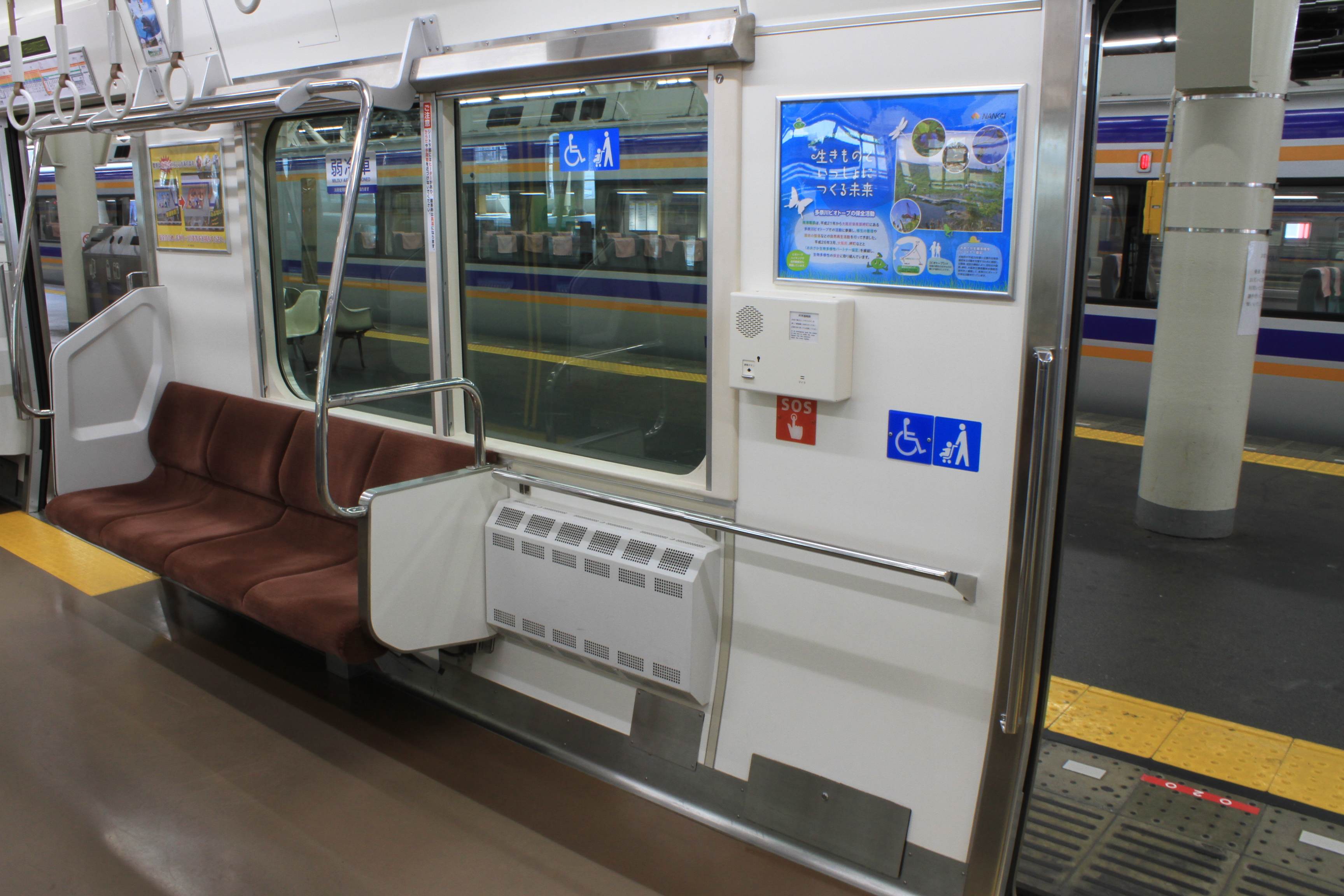
車椅子・ベビーカースペース

### 主要機器
制御装置は、1000系6次車を踏襲したIGBT素子による日立製作所製VVVFインバータ制御装置 VFI-HR1420Q形（1C4M方式）であるが、トルク制御には速度センサレスベクトル制御を南海で初めて採用している。装置にはパワーユニットと断流器を内蔵させ、床下の主回路システムを集約化している。1000系6次車から引き続き全電気ブレーキに対応しており、これを両先頭車に搭載させている。
主電動機は、三菱電機製かご形三相誘導電動機 MB-5091-A2形 で、定格出力は180 kW、上記の通り速度センサは省略している。ただし速度センサは後から取付可能な構造としており、1000系の主電動機と互換性を持たせている。駆動装置は1000系に引き続きWNドライブ方式であるが、歯車比は1000系の99：14から98：15に変更している。また、WN継手には低騒音型を採用している。
パンタグラフは、シングルアーム式の東洋電機製造製 PT-7144-B形 で、両先頭車の難波方に1基ずつ搭載する。
サービス機器に電力を供給する補助電源装置は、PWM制御2レベルIGBT静止形インバータ（東洋電機製造製 SVH75-4045A形）で、これをMc1車（モハ8001形）とT2車（サハ8851形）に搭載する。
台車は、モノリンク式ボルスタレス台車の住友金属工業→新日鐵住金製 SS-177M形（電動台車）および SS-177T形（付随台車）で、基礎ブレーキ装置が従来通勤車のシリンダー式から片押し式ユニットブレーキに変更されている。ホイールベースは2,100 mm、空気ばねの中心間距離は車体ローリング剛性改善のため1000系から50 mm広い1,950 mmとしている。また先頭台車には、空転防止のため増粘着剤噴射装置を設置している。
ブレーキ装置は、遅れ込め制御を有する回生ブレーキ併用全電気指令式電磁直通ブレーキで、1000系と共通である。
空気圧縮機は南海で初めてスクロール式を採用し、周辺機器や起動回路を一体箱に納めて省スペース化・軽量化している。T1車（サハ8801形）とMc2車（モハ8101形）に1基ずつ搭載する。
運転台の主幹制御器は1000系と同等の横軸2ハンドル式デスクタイプで、計器類は1000系6次車に準じたアナログ式である。

## 運用
2008年（平成20年）3月26日から南海本線・空港線・和歌山港線で営業運転を開始した。当初は単独で普通車の運用のみに充当されていたが、同年10月から1000系2両編成との併結による6両運転を開始し、幅広い種別の列車に使用されるようになった。また、2011年（平成23年）9月から12000系と連結して、特急「サザン」の自由席車としても運用されている。2014年（平成26年）10月のダイヤ改正からは、本系列同士での8両運転が開始された。
その後も併結対応を拡大し、現在は8300系の2両編成を併結した6両編成や、9000系更新車・8300系を併結した8両編成でも運用されている。ただし1000系2両編成との併結については、1000系がインバウンド対応工事を受けたのを機に実施されなくなっている。
2024年（令和6年）10月、8001F・8002Fが本系列として初めて高野線に転属し、高野線・泉北高速線での営業運転を開始した。これに続き、同年11月には8003Fが、翌2025年（令和7年）3月には8004Fも転属した。

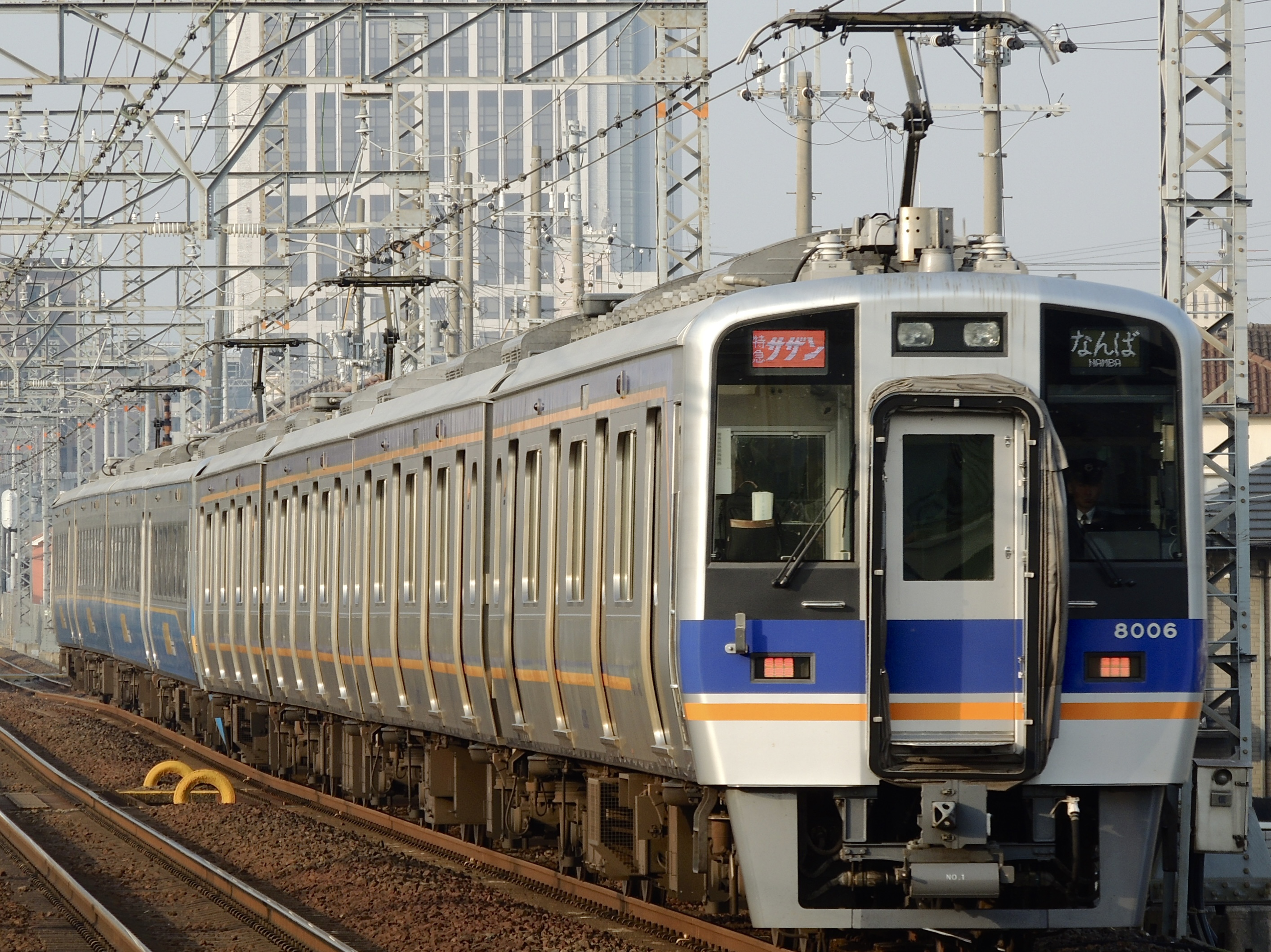
特急「サザン」自由席車として運用される8006F（井原里駅）
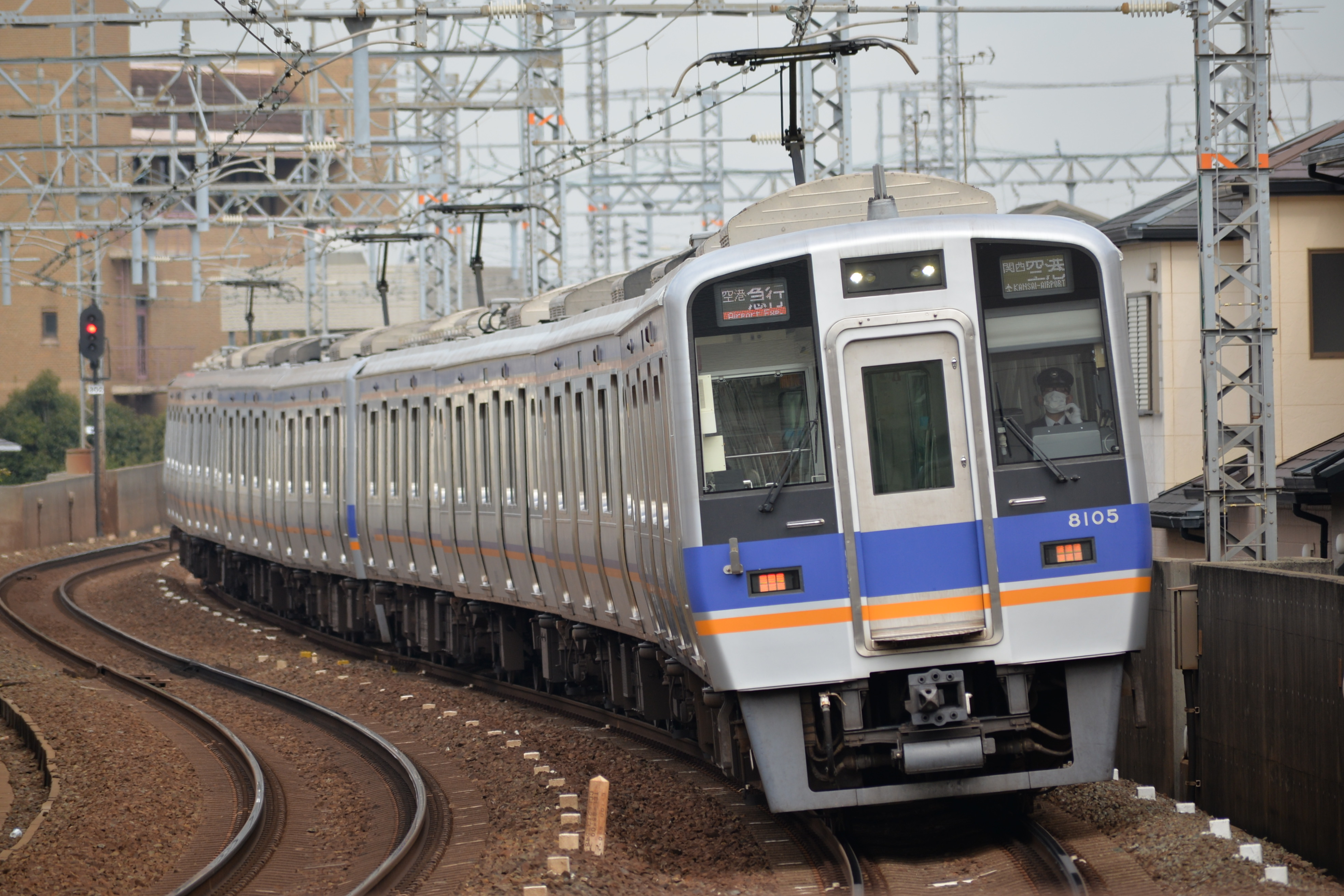
空港急行として運転される8005F以下8両編成（二色浜駅）
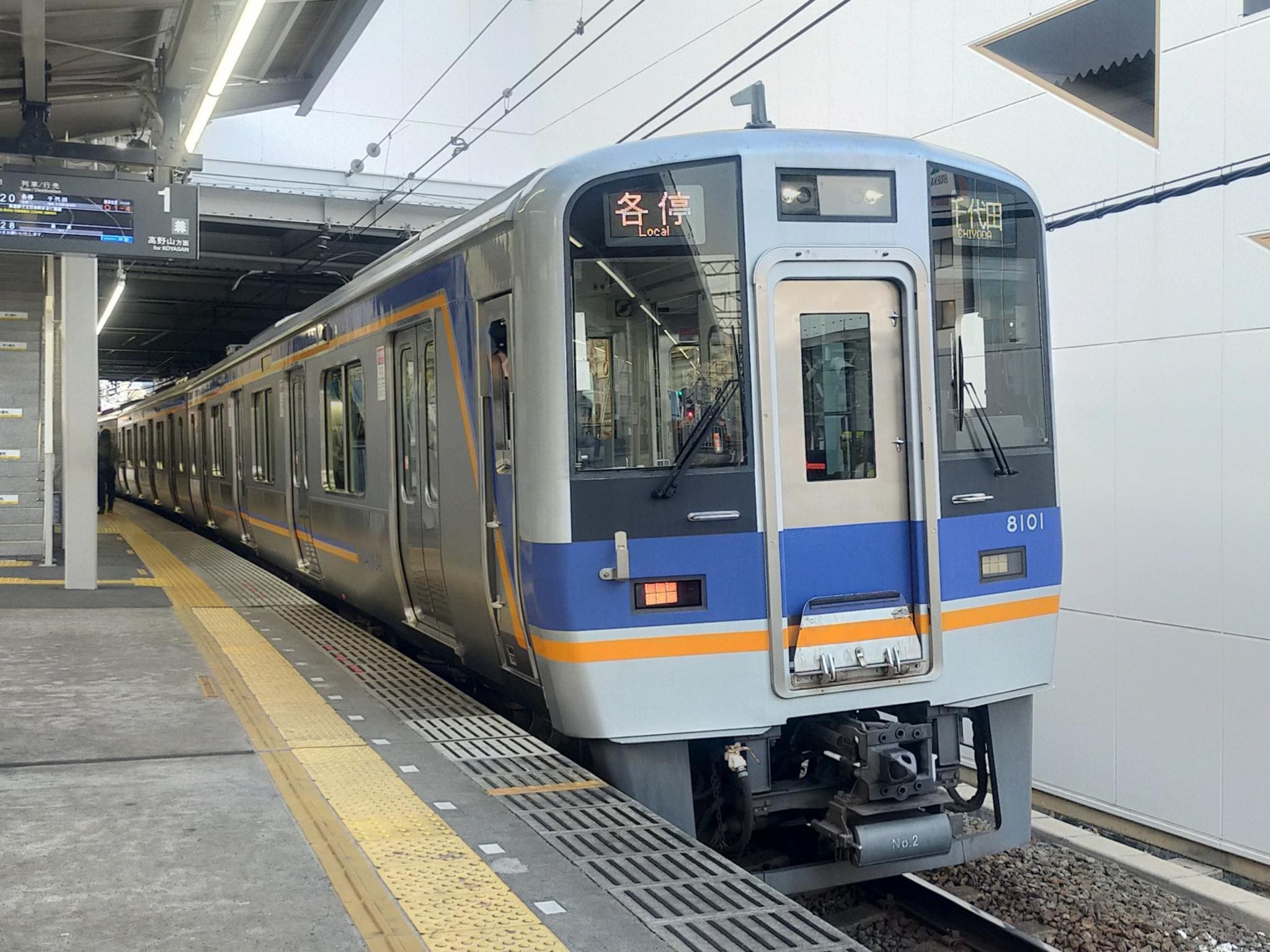
高野線に転属した8001Fによる各停千代田行き （2025年2月15日 中百舌鳥駅）

### 甲種輸送

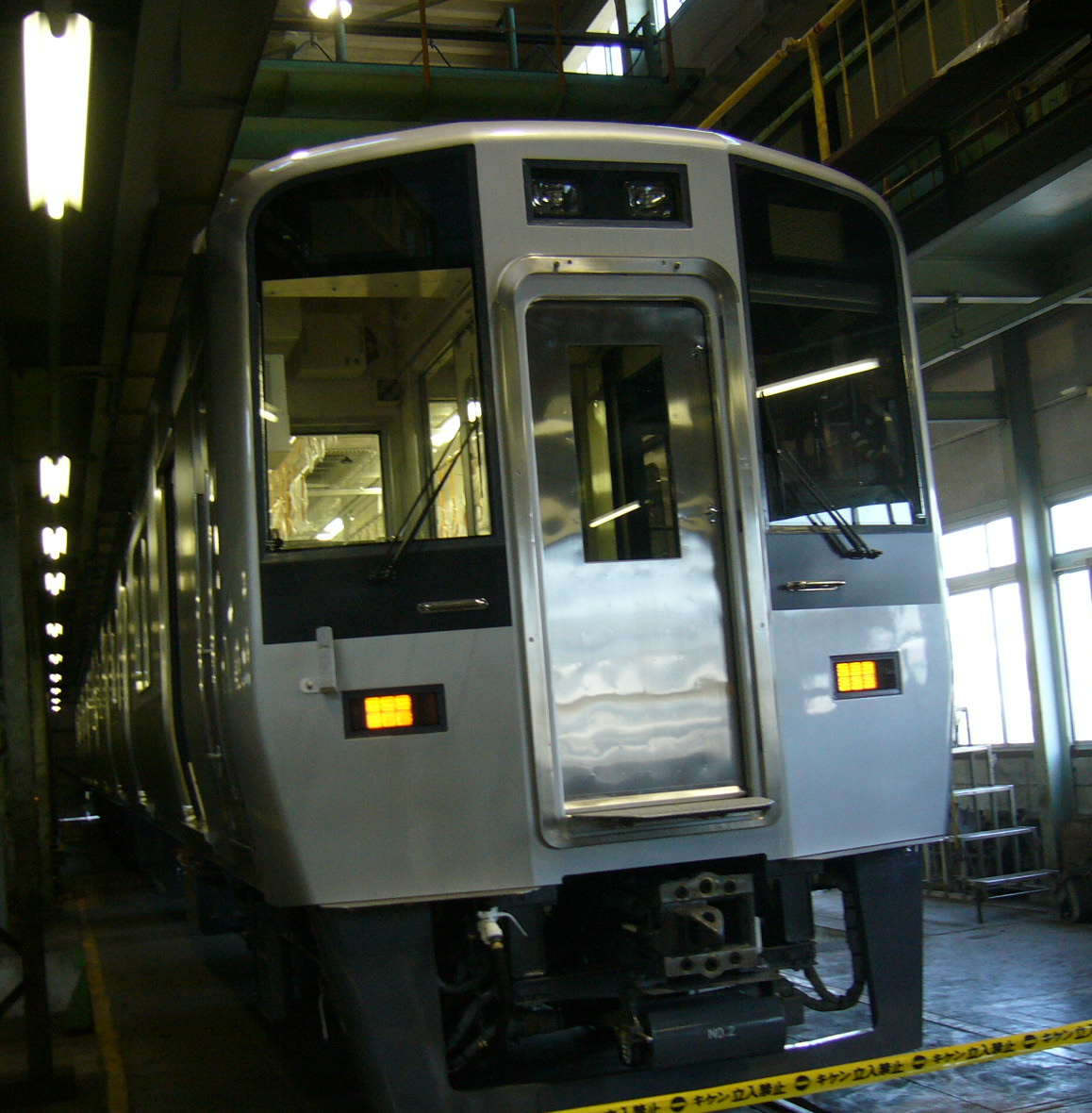
塗装前の車体
（2007年11月3日 「南海電車まつり」にて）

8001F・8002Fは2007年（平成19年）10月に東急車輛製造で8両が落成し、同年10月30日から10月31日にかけて安治川口駅まで甲種輸送が行われた。その後は千代田工場まで陸送され、11月3日に開催された「南海電車まつり」にて未装飾の状態で公開された。
以降に増備された編成も全て未装飾で落成し、8003F・8004Fは2009年3月2日から3月4日にかけて、横須賀線・根岸線・東海道本線・城東貨物線（おおさか東線）・関西本線・和歌山線・紀勢本線を経由した甲種輸送で和歌山市駅に搬入された。和歌山市駅へ搬入されたのは1000系1051F以来8年ぶりであった。
さらに2010年（平成22年）以降の輸送経路は、横須賀線・根岸線・東海道本線・梅田貨物線・大阪環状線・関西本線・和歌山線・紀勢本線経由に変更された。

## 編成表
2025年（令和7年）4月現在
| ← 難波和歌山港・関西空港・橋本・和泉中央 → | ← 難波和歌山港・関西空港・橋本・和泉中央 → | ← 難波和歌山港・関西空港・橋本・和泉中央 → | ← 難波和歌山港・関西空港・橋本・和泉中央 → | ← 難波和歌山港・関西空港・橋本・和泉中央 → | ← 難波和歌山港・関西空港・橋本・和泉中央 → | ← 難波和歌山港・関西空港・橋本・和泉中央 → | ← 難波和歌山港・関西空港・橋本・和泉中央 → | ← 難波和歌山港・関西空港・橋本・和泉中央 → |
| ------------------------------------------ | ------------------------------------------ | ------------------------------------------ | ------------------------------------------ | ------------------------------------------ | ------------------------------------------ | ------------------------------------------ | ------------------------------------------ | ------------------------------------------ |
| 形式                                       | ＜ モハ 8001 （Mc1）                       | サハ 8801 （T1）                           | サハ 8851 （T2）                           | ＜ モハ 8101 （Mc2）                       | 所属線区                                   | 竣工                                       | 次車区分                                   | 備考                                       |
| 搭載機器                                   | CONT SIV                                   | CP                                         | SIV                                        | CONT CP                                    | 所属線区                                   | 竣工                                       | 次車区分                                   | 備考                                       |
| 車両番号                                   | 8001                                       | 8801                                       | 8851                                       | 8101                                       | 高野線                                     | 2008/03/26                                 | 1次車                                      |                                            |
| 車両番号                                   | 8002                                       | 8802                                       | 8852                                       | 8102                                       | 高野線                                     | 2008/03/26                                 | 1次車                                      |                                            |
| 車両番号                                   | 8003                                       | 8803                                       | 8853                                       | 8103                                       | 高野線                                     | 2009/03/31                                 | 2次車                                      |                                            |
| 車両番号                                   | 8004                                       | 8804                                       | 8854                                       | 8104                                       | 高野線                                     | 2009/03/31                                 | 2次車                                      |                                            |
| 車両番号                                   | 8005                                       | 8805                                       | 8855                                       | 8105                                       | 南海本線                                   | 2010/12/21                                 | 3次車                                      |                                            |
| 車両番号                                   | 8006                                       | 8806                                       | 8856                                       | 8106                                       | 南海本線                                   | 2012/03/14                                 | 4次車                                      |                                            |
| 車両番号                                   | 8007                                       | 8807                                       | 8857                                       | 8107                                       | 南海本線                                   | 2012/03/14                                 | 4次車                                      |                                            |
| 車両番号                                   | 8008                                       | 8808                                       | 8858                                       | 8108                                       | 南海本線                                   | 2013/03/09                                 | 5次車                                      |                                            |
| 車両番号                                   | 8009                                       | 8809                                       | 8859                                       | 8109                                       | 南海本線                                   | 2013/03/09                                 | 5次車                                      |                                            |
| 車両番号                                   | 8010                                       | 8810                                       | 8860                                       | 8110                                       | 南海本線                                   | 2014/04/11                                 | 6次車                                      |                                            |
| 車両番号                                   | 8011                                       | 8811                                       | 8861                                       | 8111                                       | 南海本線                                   | 2014/04/14                                 | 6次車                                      |                                            |
| 車両番号                                   | 8012                                       | 8812                                       | 8862                                       | 8112                                       | 南海本線                                   | 2014/05/19                                 | 6次車                                      |                                            |
| 車両番号                                   | 8013                                       | 8813                                       | 8863                                       | 8113                                       | 南海本線                                   | 2014/05/20                                 | 6次車                                      |                                            |

凡例
- CONT：制御装置
- SIV：静止形インバータ
- CP：空気圧縮機
- ■：弱冷車
- ■：女性専用車両ステッカー